# Xhol Caravan
Xhol Caravan, seit 1970 nur Xhol, war eine Krautrock-Band aus Wiesbaden.
Die oft als „Pioniere des Krautrock“ bezeichnete Gruppe ist vor allem mit ihrer LP Electrip von 1969 bekannt geworden.
Xhol Caravan entstand aus der Gruppe Soul Caravan (1967–1969), die vor allem Soul mit gelegentlichen Jazz- und Blues-Einlagen spielte. Durch den Kontakt mit psychedelischen (d. h. bewusstseinserweiternden) Drogen fanden die damaligen Mitglieder der Band zu einer psychedelischen Musik mit starken Jazzeinflüssen. Das dokumentierten sie durch die Umbenennung Anfang 1969 in Xhol Caravan.
Die Filmmusik von Wir – zwei aus 1970 von Ulrich Schamoni stammt von Xhol Caravan und zum 1970/71 gedrehten deutschen Filmdrama Das Unheil von Peter Fleischmann steuerten sie auch die Filmmusik bei und traten auch bei einer Bandprobe dort auf.
Um nicht mit den englischen Caravan aus Canterbury verwechselt zu werden, die damals gerade bekannt wurden, und um den durch den Weggang von Hansi Fischer (zu Embryo) veränderten Musikstil zu manifestieren, verkürzte die Band Anfang 1970 ihren Namen zu Xhol. Sie löste sich im Mai 1972 auf, kam aber 1974 noch einmal zusammen, um im Studio Dierks das lange Stück Süden twi Westen aufzunehmen. Man kann es als Bonus-Track auf der CD Hau-RUK hören.
Seit 2019 tritt Xhol Caravan wieder häufiger in Wiesbaden und Umgebung auf, mit den Gründungsmitgliedern Hansi Fischer und Klaus Briest sowie Markus Kieslich, der schon seit 2003 dabei ist, Eberhard Emmel und anderen.

## Diskografie
als Soul Caravan
- 1967 Get in high, LP
- 2006 Soul Caravan live 1969, CD

als Xhol Caravan
- 1969 Planet Earth, Single
- 1969 Electrip, LP/CD
- 1999 Motherfuckers live, mit Aufnahmen von 1969/70, Doppel-CD
- 2004 Talking to my soul, mit Aufnahmen von 1970 (sowie 2003 und 2004 als Xhol Reunion), DVD
- 2006 Altena 1969, CD
- 2019 Scream of joy, CD
- 2022 Hamburg 1969, CD

als Xhol
- 1970 Hau-RUK, Xhol – LP/CD Ohr 56014 u. 556014 und Garden Of Delights CD 076
- 1972 Motherfuckers GmbH & Co. KG, LP/CD Ohr 56024 u. 556024
- 2006 Altena 1970, CD Garden Of Delights CD 117
- 2010 Essen 1970, 3. Essener Pop & Blues Festival, CD Garden Of Delights CD 152